# Caledia captiva
Caledia captiva är en insektsart som först beskrevs av Fabricius 1775.  Caledia captiva ingår i släktet Caledia och familjen gräshoppor. Inga underarter finns listade i Catalogue of Life.